# Alfa Romeo Tipo 33
Ne doit pas être confondu avec Alfa Romeo 33.
L'Alfa Romeo Tipo 33 est une voiture de course construite par Alfa Romeo, qui a couru en catégorie Sport-prototypes dans les années 1960-1970. Elle a été déclinée en une version 3 litres de cylindrée, l'Alfa Romeo 33/3, ainsi qu'en une version routière avec la 33 Stradale.
Les français Jacques Laffite (1975) et Jean-Pierre Jarier (1977) ont participé aux deux victoires en Championnat du monde des voitures de sport des diverses T33.

## Alfa Romeo Tipo 33

### Victoire de la T33/1 (1967)
- Trofeo Ettore Bettoja Vallelunga 1968 (Andrea De Adamich)[1].

## Alfa Romeo 33/2-litres
Son châssis est une structure tubulaire en alliage léger, dotée de deux châssis auxiliaires à l’avant et à l’arrière, servant de point d’ancrage au moteur, à la boîte de vitesses, à la carrosserie en polyester… Son V8 de deux litres développant 270 ch la propulse à près de 300 km/h, le carburant est stocké dans des réservoirs souples en caoutchouc.
Ses premières apparitions publiques, si elles montrèrent le potentiel de la voiture, ne furent pas de grandes réussites. Lors des 12 Heures de Sebring, les deux voitures abandonnent au tiers de la course, malgré une place en tête. À la Targa Florio, puis aux 1 000 km de l’ADAC, au Nürburgring, les problèmes mécaniques reviennent.
La 33 fut alors remaniée, la puissance du V8 dont la cylindrée a été portée à 2465 cm3 étant de 315 chevaux, et refit une apparition aux 24 Heures de Daytona, en février 1968, où les voitures engagées finirent cinquième, sixième et septième. Les modèles de course de la 33 ont alors été surnommées « Daytona ».
La Tipo 33/2 a été construite à trente exemplaires.

### Victoires de la T33/2 (ère 1968-1974)

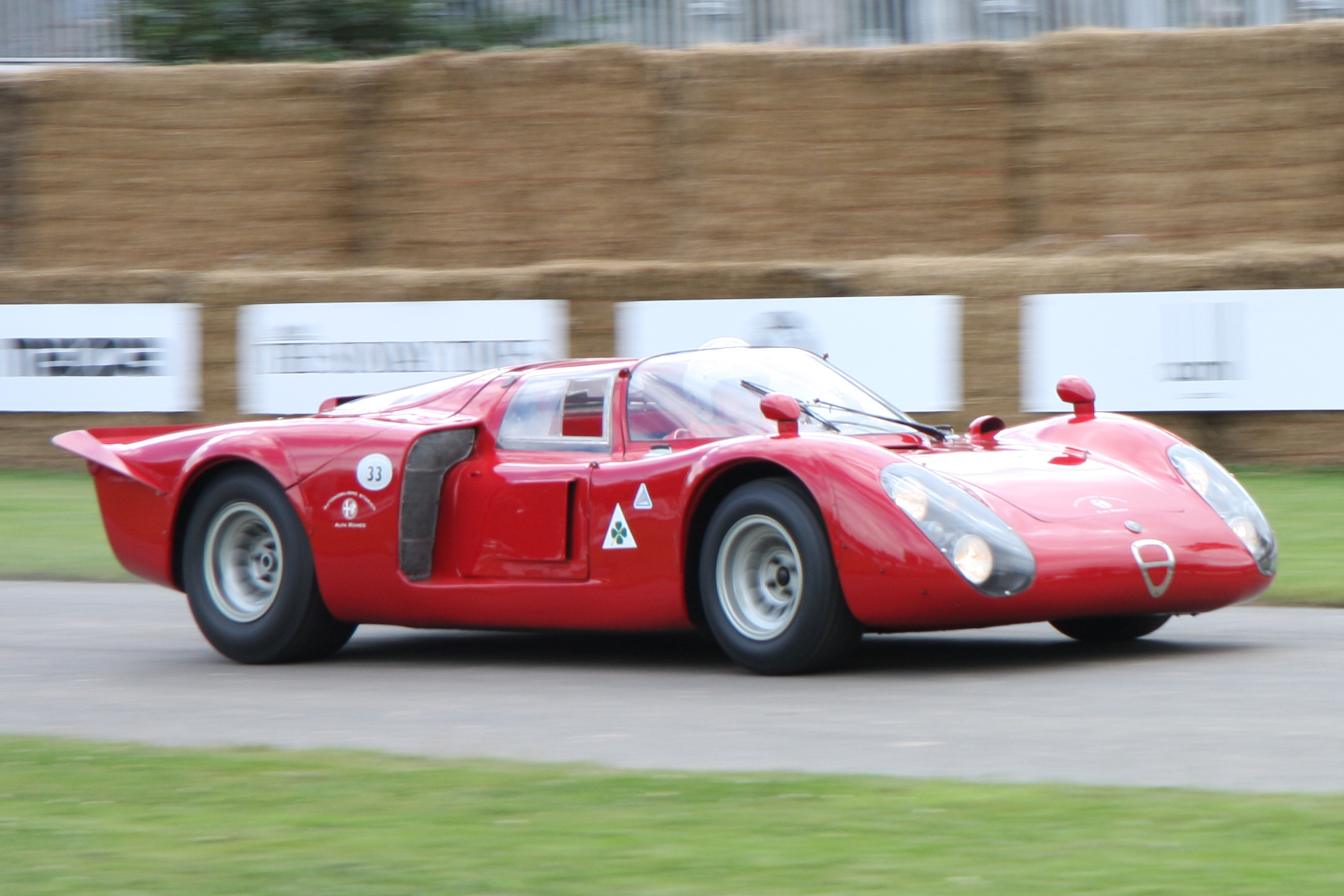
Alfa Romeo Tipo 33-2.

- Coupes du Benelux 1968 (Teddy Pilette)[4];
- North Sea Trophy 1968 (Pilette);
- Grand Prix de Mugello 1968 (Lucien Bianchi / Nino Vaccarella / Galli)
- 500 kilomètres d'Imola 1968 (Vaccarella / Zeccoli)
- SCCA National Holtville 1969 (Scooter Patrick (de));
- 1 000 kilomètres Brasilia (Carlos Pace / Fernandes);
- Ronde Cévenole 1969 (Ignazio Giunti);
- 3 Heures de Rio 1969 (Pace);
- SCCA National Willow Springs 1969 (Patrick);
- 500 kilomètres du Salvador 1969 (Pace / Fernandes);
- SCCA National Tucson 1969 (Patrick);
- AGACI 300 de Montlhéry 1969 (Gérard Larrousse / Verrier);
- 6 Heures de Nova Lisboa 1970 (António Peixinho / van Rooyen);
- National Albi 1971 (Bob Wollek);
  - 2e de la Targa Florio 1968 (Giunti / Galli).

## Alfa Romeo 33/3-litres
Vice championne du monde des voitures de sport 1971 (team Autodelta SpA, appellation du département courses du constructeur Alfa Romeo - 3 victoires WSC; également  en 1972, mais sans victoire)

### Victoires de la T33/3 (ère 1969-1972)

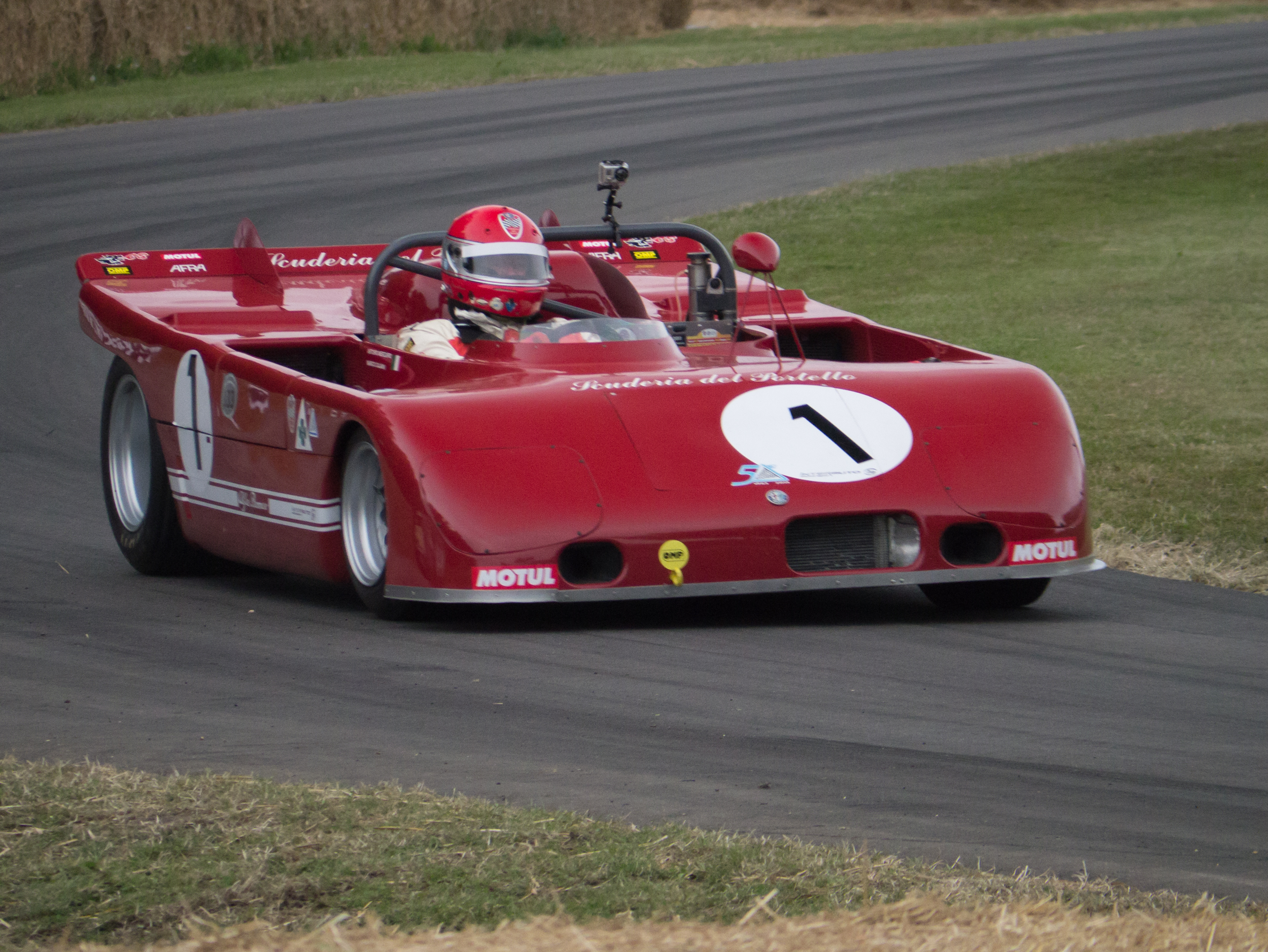
Alfa Romeo Tipo 33-TT-3 vice-championne du monde 1971 et 1972.

- Eröffnungsrennen Österreichring Zeltweg 1969 (de Adamich)[5];
- Coppa Citta di Enna 1969 (Vacarella);
- 200 miles de Buenos Aires 1970 (Piers Courage / de Adamich);
- 1 000 kilomètres de Brands Hatch 1971 (de Adamich / Pescarolo - WSC);
- Coupes de Vitesse de Montlhéry 1971 (Klaus Reisch);
- Targa Florio 1971 (Vaccarella / Hezemans - WSC);
- Course de côte Sarnano-Sassotetto 1971 (Reisch);
- 6 Heures de Watkins Glen 1971 (de Adamich / Ronnie Peterson - WSC).

## Alfa Romeo T33/4

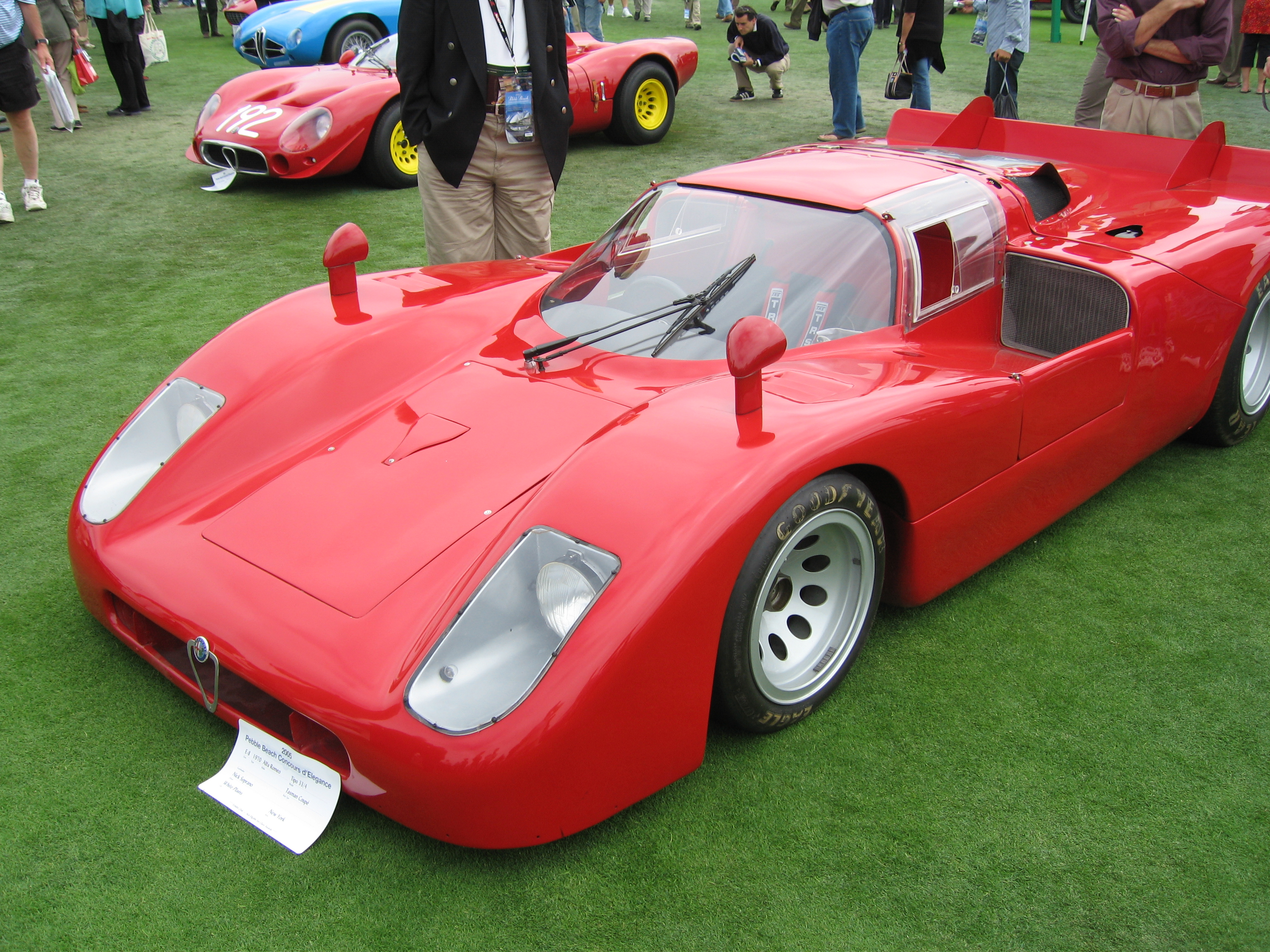
Alfa Romeo Tipo 33-4 Tasman Coupé.

## Alfa Romeo 33TT12
Championne du monde des voitures de sport 1975 (team de Willi Kauhsen - 7 victoires WSC).

### Victoires de la T33/TT (ère 1972-1976)

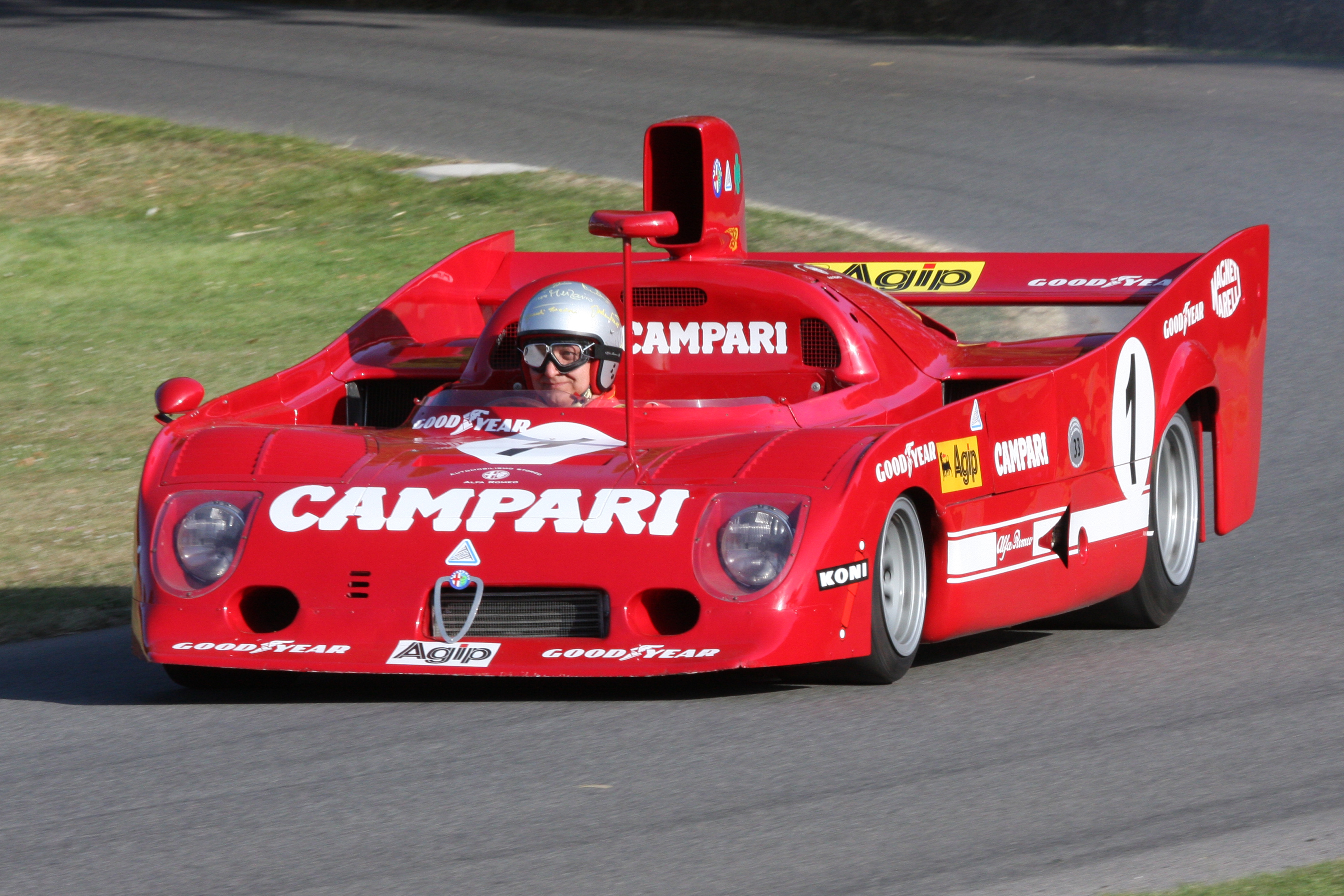
Alfa Romeo 33 TT 12 championne du monde 1975.

- Coppa Sport Monza 1972 (de Adamich);
- 1 000 kilomètres de Monza 1974 (Arturo Merzario / Mario Andretti - WSC)[6] ;
- 800 kilomètres de Dijon 1975 (Merzario/Jacques Laffite - WSC) ;
- 1 000 kilomètres de Monza 1975 (Merzario / Laffite - WSC) ;
- 1 000 kilomètres de Monza 1975 (Henri Pescarolo / Derek Bell - WSC) ;
- 1 000 km de la Coppa Florio 1975 (Merzario / Jochen Mass - WSC) ;
- 1 000 kilomètres du Nürburgring 1975 (Merzario / Laffite - WSC) ;
- 1 000 kilomètres de Zeltweg 1975 (Bell / Pescarolo - WSC) ;
- 6 Heures de Watkins Glen 1975 (Pescarolo / Bell - WSC) ;
- Targa Florio 1975 (Merzario / Vaccarella) ;
- Interserie 1975 : Hockenheim (Mass) et Kassel-Calden (Bell).

## Alfa Romeo 33SC12
Championne du monde des voitures de sport 1977 (team Autodelta officiel - 8 victoires WSC)

### Victoires de la T33/SC/12 (ère 1976-1977)

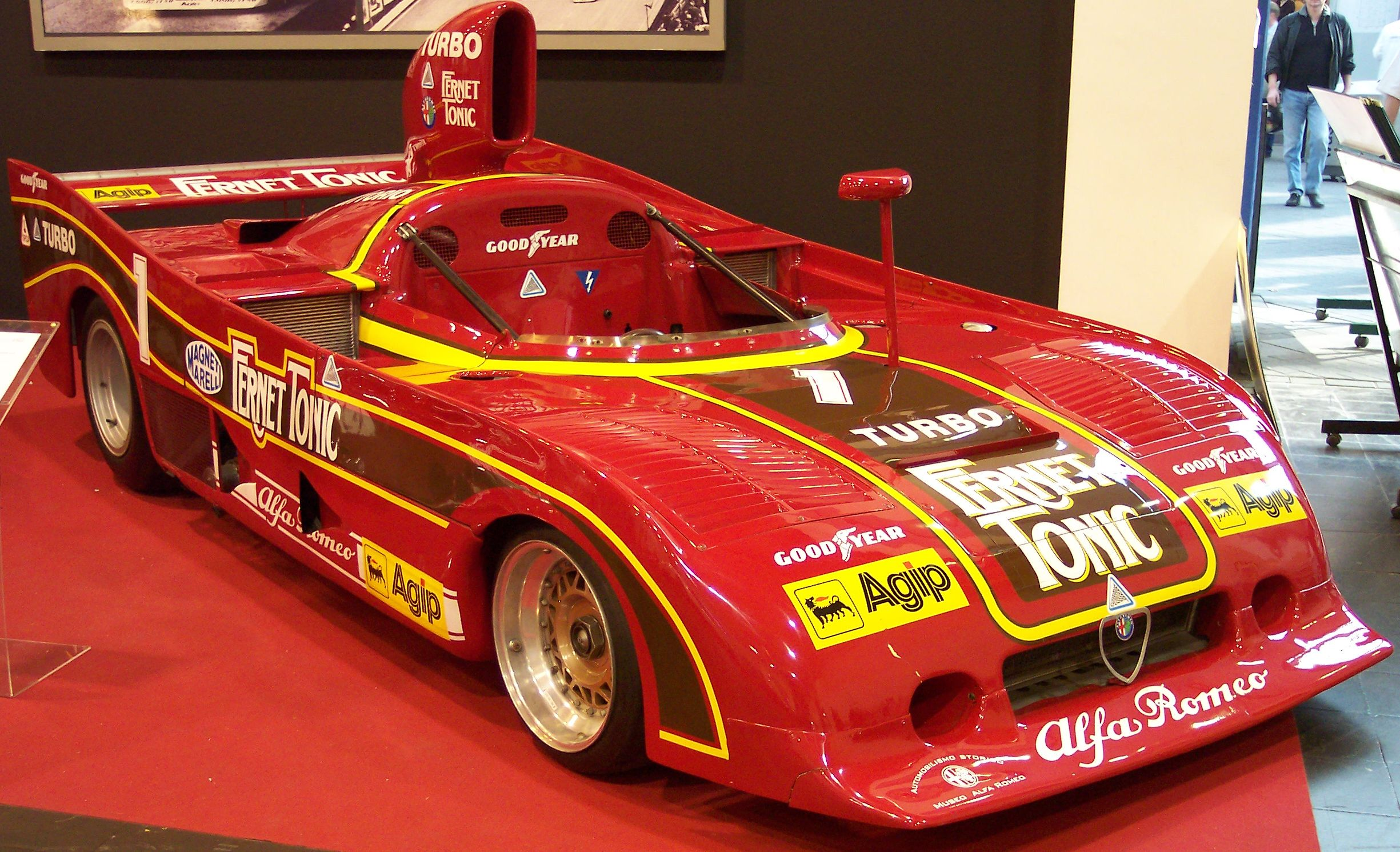
Alfa Romeo 33 SC 12 Turbo championne du monde 1977.

- 500 kilomètres de Dijon 1977 (Merzario / Jean-Pierre Jarier - WSC);
- 500 kilomètres de Monza 1977 (Vittorio Brambilla - WCS);
- 400 kilomètres de Vallelunga 1977 (Brambilla - WSC);
- 500 kilomètres de la Coppa Florio 1977 (Merzario - WSC);
- 2 Heures 30 d'Estoril 1977 (Merzario - WSC);
- 500 kilomètres du Castellet 1977 (Merzario / Jarier - WSC);
- 250 kilomètres d'Imola 1977 (Brambilla - WSC);
- 300 kilomètres du Salzburgring 1977 (Brambilla - WSC);
- Interserie 1977: , Avus (Bell) et Hockenheim (Merzario).

## Alfa Romeo 33 Stradale
La 33 Stradale, dérivée du modèle de compétition, est une voiture rare dessinée par Franco Scaglione, et qui n'a été construite par Autodelta qu'à dix-huit exemplaires entre septembre 1967 et début 1969.
L'Alfa Romeo 33 Stradale a été dévoilée au salon de l'automobile de Francfort 1967. Cette interprétation routière du modèle de compétition est considérée par beaucoup comme une des plus belles autos jamais réalisées.
Elle dispose d'une carrosserie et un châssis monocoque en aluminium  intégrant les mêmes réservoirs souples que la version compétition. Son empattement est allongé de dix centimètres à 2,35 mètres, pour lui assurer une meilleure habitabilité. 
Son moteur, un V8 de 1 995 cm3 à quatre arbres à cames en tête, en position centrale arrière, est plus civilisé que celui de course. Sa puissance a été ramenée de 250 à 230 ch à 8 800 tr/min. Elle atteint la vitesse de 260 km/h, en partie grâce à son poids plume de 700 kilos.
Dans la classe 2 litres, elle surpasse toutes ses rivales, notamment la Porsche 911 et ses 160 ch.

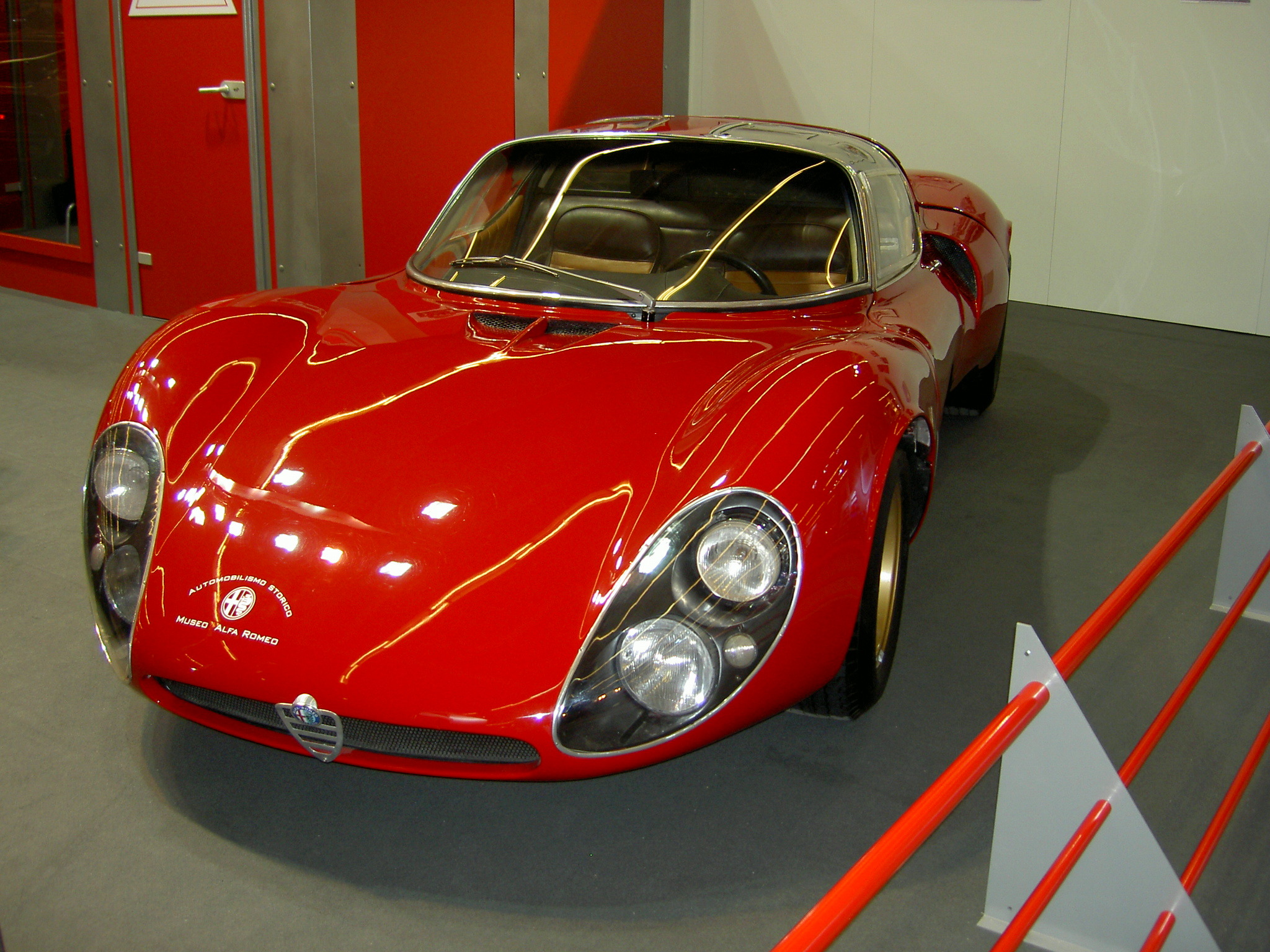
Coupé 33 Stradale
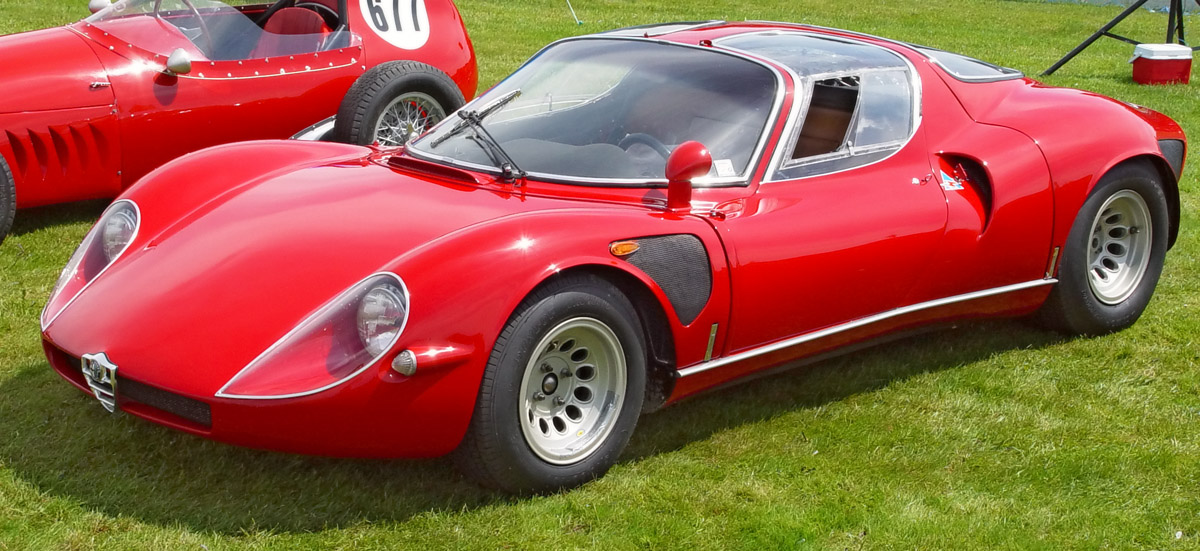
Alfa Romeo 33 Stradale de 1968
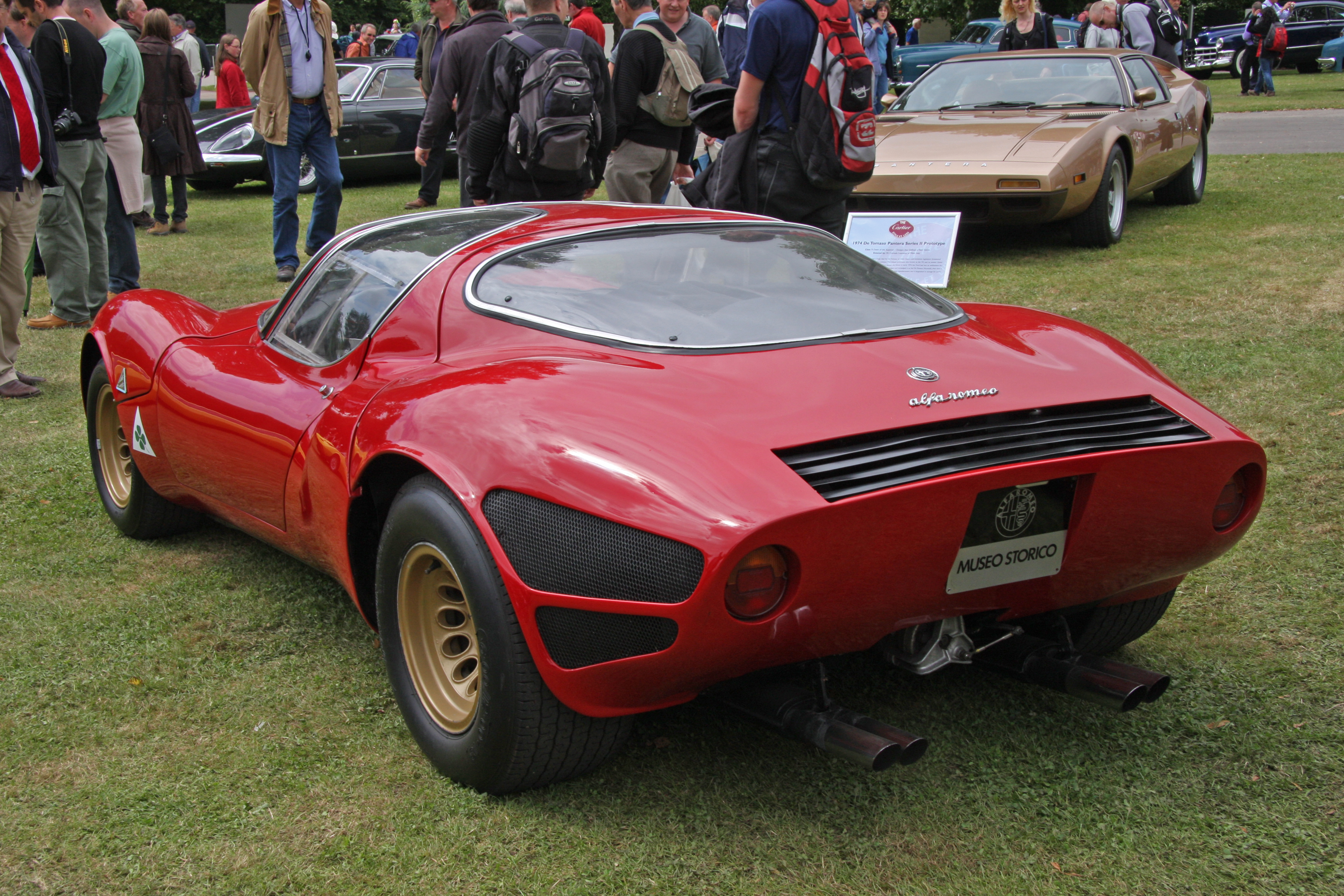
Vue arriére

## Dérivés Bertone
Dès 1968, le studio Bertone reprend le châssis de l'Alfa 33 Stradale pour proposer à la marque son concept Carabo. Puis huit ans plus tard, il entreprend la réalisation d'un second concept à partir de la même base, la Navajo, toujours pour Alfa Romeo.
Les deux véhicules offrent des dimensions assez spectaculaires, car très basses et larges. Ainsi la Carabo mesure 4,17 m de long pour 1,78 de large et 0,99 de haut ; tandis que la Navajo affiche une longueur de 3,80 m, pour 1,86 de largeur et 1,05 de hauteur.